# Kyung Soo-jin
Kyung Soo-jin (sinh ngày 5 tháng 12 năm 1987) là một nữ diễn viên Hàn Quốc.

## Sự nghiệp
Sau các vai phụ trong những bộ phim như Man from the Equator, Gió đông năm ấy và Shark, cô đóng vai chính đầu tiên trong TV Novel: Eunhui. Sau đó cô đóng vai nữ chính thứ hai trong bộ phim Cô nàng cử tạ Kim Bok Joo, và đóng vai chính trong bộ phim giả tưởng lãng mạn Meloholic.
Vào tháng 11 năm 2018, Kyung đã ký hợp đồng với công ty giải trí YG Entertainment.

## Phim đã đóng

### Phim truyền hình
| Năm       | Tên phim                                          | Vai diễn                     | Kênh phát sóng | Tham khảo |
| --------- | ------------------------------------------------- | ---------------------------- | -------------- | --------- |
| 2012      | Man from the Equator                              | Han Ji-won (trẻ)             | KBS2           |           |
| 2012      | Drama Special – Still Picture                     | Seo Eun-soo (trẻ)            | KBS2           | [ 10 ]    |
| 2012      | Drama Special – Ugly Cake                         | Oh Ah-young                  | MBC            | [ 11 ]    |
| 2012–2013 | The King's Doctor                                 | Công chúa Minhoe (khách mời) | MBC            |           |
| 2013      | Gió đông năm ấy                                   | Moon Hee-joo                 | Đài SBS        | [ 12 ]    |
| 2013      | Don't Look Back: The Legend of Orpheus            | Jo Hae-woo (trẻ)             | KBS2           | [ 13 ]    |
| 2013–2014 | Eunhui                                            | Kim Eun-hee                  | KBS2           | [ 14 ]    |
| 2014      | Tình yêu bị cấm đoán                              | Park Da-mi                   | JTBC           | [ 15 ]    |
| 2014      | Plus Nine Boys                                    | Ma Se-young                  | tvN            | [ 16 ]    |
| 2015      | House of Bluebird                                 | Kang Young-joo               | KBS2           | [ 17 ]    |
| 2015      | Drama Special – My Fantastic Funeral              | Jang Mi-soo                  | Đài SBS        | [ 18 ]    |
| 2016      | Đoàn tùy tùng                                     | Seung-hyo (tập 10)           | tvN            |           |
| 2016–2017 | Cô nàng cử tạ Kim Bok Joo                         | Song Shi-ho                  | MBC            |           |
| 2017      | Meloholic                                         | Han Ye-ri / Han Joo-ri       | OCN            | [ 19 ]    |
| 2017–2018 | Bất khả xâm phạm                                  | Yoon Jung-hye (Cameo)        | JTBC           | [ 20 ]    |
| 2019      | Drama Stage: Like a Dog, Like a Beggar, Beautiful | Yoo-rim                      | tvN            | [ 21 ]    |
| 2019      | Joseon Survival Period                            | Lee Hye-jin                  | TV Chosun      | [ 22 ]    |
| 2020      | Train                                             | Han Seo-kyung                | OCN            | [ 23 ]    |
| 2020      | Hush                                              | Oh Soo-yeon                  | JTBC           | [ 24 ]    |
| 2021      | Mouse                                             | Choi Hong Ju                 | tvN            |           |

### Phim ảnh
| Năm  | Tên phim                         | Vai diễn                                             | Ref.   |
| ---- | -------------------------------- | ---------------------------------------------------- | ------ |
| 2013 | How to Use Guys with Secret Tips | Kim Mi-ra                                            | [ 25 ] |
| 2013 | Holly                            | Cathy                                                | [ 26 ] |
| 2014 | Mourning Grave                   | woman who acts different from her appearance (cameo) |        |
| 2016 | Horror Stories 3                 | Kyung Soo-jin (segment "Road Rage")                  | [ 27 ] |
| 2017 | The King's Case Note             | Sun-hwa                                              | [ 28 ] |
| 2018 | The Vanished                     | Ji-young (Special appearance)                        |        |

## Giải thưởng và đề cử
| Năm  | Giải thưởng                                         | Thể loại                                                         | Đề cử                                           | Kết quả   | Tham khảo |
| ---- | --------------------------------------------------- | ---------------------------------------------------------------- | ----------------------------------------------- | --------- | --------- |
| 2013 | Giải thưởng phim truyền hình Hàn Quốc lần thứ 6     | Nữ diễn viên mới xuất sắc nhất                                   | Eunhui & Don't Look Back: The Legend of Orpheus | Đề cử     |           |
| 2013 | Giải thưởng phim truyền hình KBS lần thứ 27         | Nữ diễn viên mới xuất sắc nhất                                   | Eunhui & Don't Look Back: The Legend of Orpheus | Đoạt giải | [ 29 ]    |
| 2014 | Giải thưởng nghệ thuật Paeksang lần thứ 50          | Nữ diễn viên mới xuất sắc nhất (Truyền hình)                     | Eunhui                                          | Đề cử     |           |
| 2014 | Giải thưởng Ngôi sao APAN lần thứ 3                 | Nữ diễn viên mới xuất sắc nhất                                   | Plus Nine Boys                                  | Đề cử     |           |
| 2014 | Giải thưởng Văn hóa và Giải trí Hàn Quốc lần thứ 22 | Nữ diễn viên mới xuất sắc nhất (Truyền hình)                     | Plus Nine Boys                                  | Đoạt giải | [ 30 ]    |
| 2015 | Giải thưởng phim truyền hình KBS lần thứ 29         | Giải xuất sắc, Nữ diễn viên chính trong phim truyền hình dài tập | House of Bluebird                               | Đề cử     |           |
| 2016 | Giải thưởng phim truyền hình MBC lần thứ 35         | Giải thưởng xuất sắc, Nữ diễn viên chính trong phim nhỏ          | Cô nàng cử tạ Kim Bok Joo                       | Đề cử     |           |